# Pohlia annotina
Pohlia annotina là một loài rêu trong họ Bryaceae. Loài này được Hedw. Lindb. mô tả khoa học đầu tiên năm 1879.